# Milan Turković
Barun Milan Emil Antun Viktor Turković (Karlovac, 4. veljače 1857. – Sušak, 18. rujna 1937.), bio je hrvatski gospodarstvenik i plemić iz obitelji Turković Kutjevski. 

## Životopis
Nakon realne gimnazije u Rakovcu, pohađao je Trgovačku akademiju u Trstu. Već kao mladić rukovodio je očev šumski posao. Od 1882. godine stalno se nastanio u Kutjevu i nastavio rad oko drvenih proizvoda, industrije drva i dizanja uzornog gospodarstva. Po tradiciji ulazi u posao svog oca potkraj 70-ih godina 19. stoljeća (London, Philadelphia, New York, Beč, Krajiške posavske šume u Hrvatskoj). S bratom Petrom Draganom je 1886. godine preuzeo upravljanje gospodarskim dobrom, posebno se posvetivši iskorištavanju hrastovine, sadnji velikih površina vinograda, voćnjaka i duhana. Bavio se numizmatikom, starinama i folklorom.
Godine 1916. preselio se u Zagreb nakon smrti brata Petra Dragana. Sudjelovao je u gospodarskom i kulturnom životu, kao predsjednik Hrvatske eskomptne banke, Udruženja šumara SHS, Društva za spasavanje itd. Bio je cenzor Narodne banke u Zagrebu. Bavio se glazbom (jedan je od osnivača Zagrebačke filharmonije).
Godine 1901. odlikovan je viteškim Redom Legije časti, a s bratom Petrom dobio je barunat 1911. godine od austrijskog cara Franje Josipa. U Kraljevini Srba, Hrvata i Slovenaca odlikovan je i Redom svetog Save trećeg stupnja (1923.), Redom bijelog orla petog stupnja (1937.) i Redom Jugoslavenske krune trećeg stupnja (1933.).
Turković je bio član i prvi predsjednik Rotary kluba Šušak.

## Brak i potomstvo
Turković je oženio barunicu Irenu, kćer baruna Jovana Živkovića Fruškogorskog, dugogodišnjega podbana i jednoga od autora Hrvatsko-ugarske nagodbe. Imali su dva sina, Zdenka (rođenog 1892.) i Fedora (rođenog 1894.). Njegov unuk Milan je austrijski fagotist i dirigent.

## Spomen i baština
- Selo Milanlug, u sastavu općine Čaglin, dobilo je ime po Turkoviću.[3]